# Tichosina abrupta
Tichosina abrupta är en armfotingsart som beskrevs av Cooper 1977. Tichosina abrupta ingår i släktet Tichosina och familjen Terebratulidae. Inga underarter finns listade i Catalogue of Life.